# بشوات
بشوات (به عربی: بشوات) یک منطقهٔ مسکونی در لبنان است که در شهرستان بعلبک واقع شده‌است.